# Río Tuxpan (Jalisco)
Pour les articles homonymes, voir Tuxpan.
Le río Tuxpan (ou río de Tuxpan) est une rivière du sud de l'État de Jalisco.
Le río Tuxpan prend sa source dans les montagnes de Mazamitla et arrose les municipalités de Tamazula, Zapotiltic (es) et Tuxpan.
Il passe encore au sud de la municipalité de Tonila avant de quitter le Jalisco.
Dans sa partie aval, il prend le nom de río Coahuayana[à vérifier], ce fleuve sert de limite entre les municipalités de Colima, Ixtlahuacán (es) et Tecomán (es) dans l'État de Colima et les municipalités de Chinicuila (es) et Coahuayana (es) dans l'État de Michoacán.
Il se jette dans l'océan Pacifique à Boca de Apiza.